# Spagenhof
Spagenhof ist ein abgegangener Gemeindeteil des Marktes Absberg im mittelfränkischen Landkreis Weißenburg-Gunzenhausen. Trotz seiner Lage auf dem Grund des Igelsbachsees ist Spagenhof ein amtlicher Gemeindeteil von Absberg. Spagenhof lag in der Gemarkung Absberg.

## Geographie
Der Einödhof lag nordöstlich von Absberg nahe dem Igelsbach im Bereich des heutigen Igelsbachsees. Knapp nördlich lag die Griesmühle.

## Ortsnamensdeutung
Der Ortsname wird gedeutet als „Hof mit Stecken-/Rutenzaun“ oder als „Hof an einem langgestreckten, schmalen Flurstück“, einem „Spagen“.

## Geschichte
Die Erstnennung stammt von 1335. 1343 wird der Ort in einer Urkunde „Dorf ze Spagen“ genannt. Die Einöde gehörte als Eichstätter Lehen den Herren von Absberg.
1542 wird das Gut erstmals als „baurnhoff und ein Scheferey dabey“ beschrieben. Seit 1652 gehörte es dem Deutschen Orden in Absberg und seit 1806 zur bayerischen Marktgemeinde Absberg. 1824 wurde der Spagenhof von sechs Personen bewohnt. 1856 bestand die Einöde aus drei Häusern mit zwei katholischen Familien und elf „Seelen“ und gehörte zum Kgl. Landgericht Gunzenhausen. Hauptsächlich wurde Schäferei betrieben. 1912 zählte man acht Einwohner, 1950 vier Einwohner.
Die letzten Besitzer waren Michael und Maria Ortner, die den Hof als Wohnhaus nutzten. In den 1980er Jahren wurde der Spagenhof im Zuge der Errichtung des Fränkischen Seenlandes abgebrochen.